# Rhombomantis
Rhombomantis (лат.) — род богомолов из семейства Mantidae (Hierodulini, Hierodulinae).
Встречаются в южной и Юго-Восточной Азии (Индия, Китай, Лаос, Малайзия, Мьянма, Непал, Пакистан, Таиланд).

## Описание
Длина 5—8 см. Переднеспинка короткая, вытянутая до ромбовидной (никогда не округлая), сбоку с узким пластинчатым расширением. Последнее простирается от метазоны до основания переднеспинки. Характер шипика хищных ног, состоящих из тазика, бедра (4 дисковидных шипа и 4 задневентральных шипа) и голени (9—11 задневентральных шипов), существенно не отличается между родами Hierodula, Rhombodera и Rhombomantis. Поэтому эта анатомическая особенность не может быть использована для отличия трёх близких родов друг от друга. Энтомолог Альфред Петер Кальтенбах (Dr. Alfred Peter Kaltenbach, 1920—2005), ранее работавший в Венском естественно-историческом музее (Naturhistorisches Museum, Wien, Австрия) описал этот таксон в незаконченной рукописи под названием «Beiträge zur Kenntnis der Mantodea-Fauna von Thailand» как новый подрод, Rhombomantis subgen. nov. Kaltenbach, 2005. В 2015 году эту идею поддержали его коллеги и выделили таксон в качестве отдельного рода.
На март 2023 года в род включают 4 или 5 современных видов:
- Rhombomantis butleri (Wood-Mason, 1878)
- Rhombomantis fusca (Lombardo, 1992)
  - = Rhombomantis brachynota (Wang & Dong, 1993)
- Rhombomantis longipennis Wang, Ehrmann & Borer, 2021[4]
- Rhombomantis tectiformis (Saussure, 1870) (?Rhombodera[2])
- Rhombomantis woodmasoni (Werner, 1931)